# 15. protuoklopna topničko-raketna brigada HV
15. protuoklopna topničko-raketna brigada Hrvatske vojske (15. POtrbr) ili 15. brigada PO topničko raketna – Križevci, osnovana je 17. studenog 1992. godine na tradiciji križevačke ratne postrojbe: 15. mješoviti protuoklopni artiljerijski divizijun 15.mpoad.
Okosnicu 15. POtrbr činili su prije svega pripadnici ratnih postrojbi 15. mpoad (15. mješovitog protuoklopnog artiljerijskog divizijuna), koji je djelovao na zapadnoslavonskom bojištu kao samostalna postrojba u okviru "OG Posavina", te pripadnici 3. pješačka bojna 117. brigade, koja je djelovala na području novljanskog bojišta "OG Pakrac".
Osnovna zadaća 15. POtrbr je vođenje protuoklopne borbe u svim vremenskim i zemljišnim uvjetima u ratu, te provedba obuke djelatnog, ročnog i pričuvnog sastava postrojbe u miru iz protuoklopnih topničkih i raketnih specijalnosti.

## Ustroj
Ustrojavanje 15. POtrbr velikim dijelom dio iznimnih uspjeha postrojbe 15. mpoad u okviru OG Posavina. Središtem brigade je određen grad Križevci u vojarni "Ban Stjepan Lacković", koja je ime dobila po velikom hrvatskom plemiću, banu Lackoviću, koji je posljednji dio svog života proveo upravo u Križevcima. Ujedno je to i veliko priznanje Križevčanima za doprinos u Domovinskom ratu.Brigada je po crti zapovijedanja bila je podstožerna postrojba što ukazuje na njen značaj u ukupnom ustroju oružanih snaga RH.

## Zapovjednici brigade
- Brigadir Željko Topolovec         -od 17. prosinca 1992. – 29. rujna 1993.
- Pukovnik Darko Kereša             -od 29. rujna 1993.  – 18. prosinca 1995.
- Pukovnik Mato Križanac            -od 18. prosinca 1995. – 10. studenog 2000.
- Pukovnik Martin Starčević         -od 10. studenog 2000. – 18. prosinca 2003.
- Pukovnik Mijo Hokman              -od 18. prosinca 2003. – 2007.

VD Zapovjednika
- Pukovnik Ferdo Mišulin
- Pukovnik Tomislav Pavičić
- Pukovnik Antun Radmanić

## Ratni put
Svoj prvi izlazak na crtu bojišnice 15. POtrbr je s jednim svojim dijelom postrojbe imala u kolovozu 1993. godine, kao pojačavanje protuoklopne potpore ZP Zagreb u neposrednoj blizini Petrinje. Postrojbe 1.POtrd diviziona pod zapovjedništvom bojnika Jadranka Olujića, borbeno su raspoređene na prostoru:
- selu Nebojan,
- selu Letovanić,
- selo Dumače i
- selu Jazvenik.

Mladi vojnici - ročnici prvi su se put našli u bojnim djelovanjima.  Sklapanjem Zagrebačkog sporazuma u travnju 1994. postrojba se vraća u vojarnu i nastavlja se s redovnim zadaćama u cilju što uspješnije izobrazbe vojnika.
Krajem 1994. počinju pripreme i prva izviđanja terena u neposrednoj blizini Nove Gradiške, gdje će kasnije i brigada djelovati, odnosno jedan njen divizion, davajući potporu pješačkim postrojbama Hrvatske vojske u vojno-redarstvenoj operaciji Bljesak.
U vojno-redarstvenoj operaciji Bljesak 2.POtrd divizion kojim je zapovijedao satnik Stevo Mladenović je pretpodređen VI. ZP Bjelovar na smjeru „Istok“ (Nova Gradiška – Okučani), sa zadaćom pružanja uništavanja otpornih točaka neprijatelja i PO potpore postrojbama na smjeru napada.
Za provedbu operacije divizion je pored djelatne jezgre većinom popunjen ročnim vojnicima, te u manjoj mjeri pričuvnicima. 
U vojno-redarstvenoj operaciji Oluja 1.POtrd kojim je zapovijedao bojnik Antun Radmanić je djelovao na smjeru Sveta Katarina - Glinsko Novo Selo, Graberje - Glinsko Novo Selo sa zadaćom zaštite bokova 2.gbr iz smjera Petrinje i Gline.
U operaciji Fenix Hrvatske vojske, posebice snage na istočnom dijelu Hrvatske, koje su imale zadaću da se pobrinu da glavnina hrvatskih snaga angažiranih u vojno-redarstvenoj operaciji Oluja ne bude uznemiravana od Vojske Jugoslavije i dijela Vojske Republike Srpske. 1. POtrd u istočnoj slavoniji privremeno je razmješten u selu Rokovci, selu Andrijaševci, te selu Privlaka, a kasnije na području Jarmina, Nuštar, Cerić, Borinci dok je 2. POtrd razmješten u ZP Osijek na smjeru „Istok“ (selo Soljani -Strošinci – selo Komletinci)-selo Privlaka, sa zadaćom pružanja PO potpore postrojbama u obrani i uništavanja otpornih točaka neprijatelja.
Divizioni 15. POtrbr 1.i 2. imali su učinkovito djelovanje u vojno-redarstvenim operacijama Bljesak i Oluja za što su pohvaljeni od Ministra obrane. Brigada je više puta pismeno i usmeno pohvaljivana od Načelnika GS OS, te od ministra obrane za razne uspješno provedene zadaće.
Predsjednik i vrhovni zapovjednik Oružanih snaga Ivo Josipović odlikovao 14.12.2012., 15. protuoklopnu topničko-raketnu brigadu u povodu 20. obljetnice njezina osnutka Redom Nikole Šubića Zrinskog i njezine istaknute pripadnike za doprinos u obrani Domovine, a zapovjednika postrojbe u ratnom razdoblju brigadira Darka Kerešu Redom Bana Jelačića

## Poslije rata
Nakon Daytonskog sporazuma, Hrvatska je smanjila svoje vojne snage u skladu s mirovnim sporazumom. U postupku preustroja OSRH brigada je ugašena. Dio časničkog i dočasničkog kadra iz sastava nekadašnje 15. brigade ušao je u sastav Topničko-raketne pukovnije iz Bjelovara i Topničko-raketne bojne iz 3. GOMBR, težišno nastaloj jednim dijelom i iz 15. protuoklopne topničko-raketne brigade, te još nekih drugih postrojbi. Topničko-raketna pukovnija ustrojena je 2007. godine spajanjem 15. protuoklopne topničko-raketne brigade iz Križevaca i 16. topničko-raketne brigade iz Bjelovara. Postrojba je smještena u Vojarni “Bilogora” u Bjelovaru.